# Huechuraba
Huechuraba ist eine Gemeinde in Chile. Sie gehört zu Groß-Santiago und liegt an deren nördlichem Stadtrand. Sie hat etwa 74.000 Einwohner.

## Geschichte
Bereits im 16. Jahrhundert wurde das Gebiet, dessen Übersetzung aus der Sprache der Mapuche „Geburtsstätte des Tons“ bedeutet, dem Konquistador Pedro de Valdivia zuteil. Seine Geliebte Inés de Suárez ließ hier eine Kapelle zu Ehren der Jungfrau von Montserrat errichten.
Urbanisiert wurde der Norden Santiagos im späten 19. Jahrhundert, Mitte des 20. Jahrhunderts wuchs die Bevölkerung stark an.

## Söhne und Töchter der Stadt
- Alexander Aravena (* 2002), Fußballspieler